# Profenusa thomsoni
Profenusa thomsoni är en stekelart som först beskrevs av Friedrich Wilhelm Konow 1886.  Profenusa thomsoni ingår i släktet Profenusa, och familjen bladsteklar. Arten är reproducerande i Sverige.

## Bildgalleri

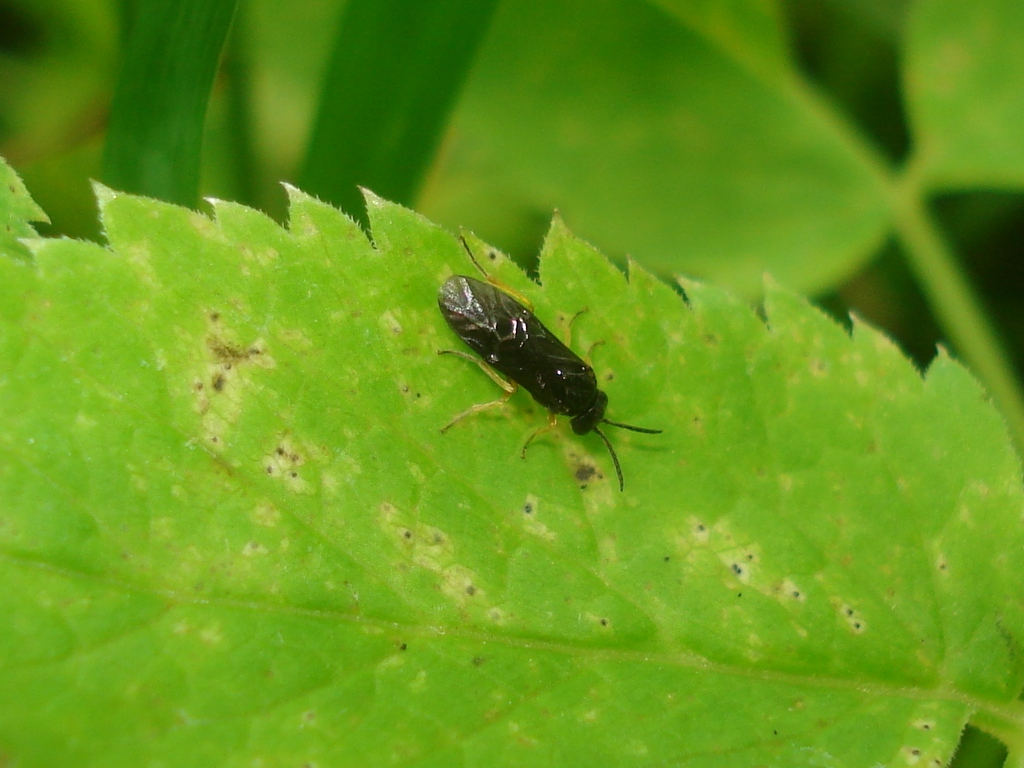